# Лозовенко Владислав Сергійович
Владисла́в Сергі́йович Лозове́нко — сержант Збройних сил України.
Санітарний інструктор приймально-сортувального відділення медичної роти 79-ї аеромобільної бригади.

## Нагороди
31 жовтня 2014 року за особисту мужність і героїзм, виявлені у захисті державного суверенітету та територіальної цілісності України, вірність військовій присязі під час російсько-української війни, відзначений — нагороджений орденом «За мужність» III ступеня.